# Ошейниковые филидоры
Ошейниковые филидоры (лат. Anabazenops) — род воробьиных птиц из семейства печниковых. Распространены в Южной Америке. Представители рода достигают длины 19—20 см.

## Виды
В состав рода включают два вида:
- Anabazenops dorsalis (Sclater & Salvin, 1889) — Хохлатый лесной филидор
- Anabazenops fuscus (Vieillot, 1816) — Ошейниковый филидор